# Attilio Polato
Attilio Polato (Megliadino San Fidenzio, 23 agosto 1896 – Vicenza, 1978) è stato un pittore italiano.
Autore principalmente di paesaggi e di ritratti, si espresse con svariate tecniche pittoriche, ma è col pastello che raggiunse i risultati più apprezzati.
Tra le molte esposizioni, personali e collettive, della sua lunga carriera si ricordano in particolare le tre partecipazione alla Biennale di Venezia del 1940, 1942 e 1948 (con l'opera ad olio Suonatore d'ocarina).
Nel 2007 il Comune di Vicenza gli dedicò una retrospettiva nella duplice sede del Palazzo Chiericati (sede della Pinacoteca Civica) e della chiesa dei Santi Ambrogio e Bellino.
A Vicenza, alcune sue opere sono conservate presso la Pinacoteca Civica.